# Rozkoš v oblacích
Rozkoš v oblacích (v originále Los amantes pasajeros, tj. Zamilovaní pasažéři) je španělský hraný film z roku 2013, který režíroval Pedro Almodóvar podle vlastního scénáře. Komedie se odehrává na palubě letadla, které má technickou závadu.

## Děj
Ze Španělska odlétá Airbus A340 společnosti Península do Ciudad de México. Po vzletu však piloti zjistí, že jeden z podvozků je nefunkční. Letadlo tedy pouze krouží nad Toledem a čeká na uvolnění vhodné přistávací dráhy. Aby se zabránilo panice, dostanou všichni cestující turistické třídy a letušky uspávací prášky. Navíc funguje jediný telefon, který je napojen na reproduktory, takže všichni slyší soukromý hovor toho, kdo právě hovoří. V business třídě cestuje jen několik pasažérů – luxusní prostitutka Norma Boss, herec Ricardo Galán, médium Bruna, obchodník Más, novomanželé na svatební cestě a tajemný muž. Tyto se snaží rozptýlit trojice homosexuálních stevardů Joserra, Fajas a Ulloa. I oni však mají své osobní problémy. Joserra udržuje vztah s ženatým kapitánem Álexem, Ulloa moc pije a Fajas nemá chlapa. Na uklidněnou sobě i pasažérům předvedou muzikálové číslo s písní „I'm So Excited“ skupiny Pointer Sisters a poté připraví koktejl. Do koktejlu přimíchají meskalin jednoho z pasažérů, po němž se všichni uvolní. Až po několika hodinách je připraveno letiště La Mancha, kde letadlo šťastně přistane.

## Obsazení
| Javier Cámara          | Joserra Berasategui |
| Carlos Areces          | Fajas               |
| Raúl Arévalo           | Ulloa               |
| Cecilia Roth           | Norma Boss          |
| Lola Dueñas            | Bruna               |
| Antonio de la Torre    | Álex Acero          |
| Hugo Silva             | Benito Morón        |
| Miguel Ángel Silvestre | novomanžel          |
| Laya Martí             | novomanželka        |
| José Luis Torrijo      | obchodník Más       |
| José María Yazpik      | tajemný muž         |
| Guillermo Toledo       | Ricardo Galán       |
| Blanca Suárez          | Ruth                |
| Antonio Banderas       | León                |
| Penélope Cruzová       | Jessica             |
| Paz Vega               | Alba                |
| Carmen Machi           | domovnice           |